# Поле Бродмана 5
Поле 5 Бродмана є однією з визначених Корбініаном Бродманом цитоархітектонічних ділянок головного мозку. Відповідає за соматосенсорну інформацію.

## У людини
Поле Бродмана № 5 - частина тім'яної кори в мозку людини. Розташоване позаду від первинної соматосенсорної кори (поля Бродмана 3, 1 і 2), і попереду від поля Бродмана № 7.

## У мавп
У мавп поле 5 Бродмана є структурним підрозділом тім'яної частки з огляду на цитоархитектоніку. Він займає в першу чергу ,тім'яну часточку. Бродман у 1909 р. зазначав, що топологічно й цитоархітектонічно зона 5 гомологічна препарієтальному полю 5 людини. Відмінні особливості (Бродман, 1905): порівняно з полем 4 (Бродман, 1909), поле 5 має достатньо густий внутрішній зернистий шар (IV ст.); не вистачає окремого внутрішнього пірамідного шару (V); має виражений підшар 3б пірамідних клітин у зовнішньому пірамідному шарі (III), є чітка межа між внутрішнім пірамідальним п'ятим шаром (V) і мультиформним шостим шаром (VI); а також має гангліозні клітини в шарі V і під його кордоні з шаром IV, який відокремлюють від шару VI широкою чітко вираженою зоною.

## Зовнішні посилання
- Поле Бродмана 5 на BrainInfo